# Wright R-2160
Il Wright R-2160, noto anche come Wright Tornado, era un motore aeronautico radiale 42 cilindri a sette stelle raffreddato a liquido, realizzato negli anni quaranta dall'azienda statunitense Curtiss-Wright Corporation.
Progettato per ricoprire un'alta fascia di potenza della gamma pur mantenendo una ridotta sezione frontale rimase a livello sperimentale anche a causa del negato seguito ai velivoli sperimentali sui quali venne installato.

## Velivoli utilizzatori
Stati Uniti
- Lockheed XP-49
- Northrop XP-56 Black Bullet
- Republic XP-69
- Vultee XP-54
- Vultee XP-68